# Lijst van voetbalinterlands Bosnië en Herzegovina - Roemenië (vrouwen)
Deze lijst van voetbalinterlands is een overzicht van alle officiële voetbalinterlands tussen de nationale vrouwenteams van Bosnië en Herzegovina en Roemenië. De landen hebben tot nu toe acht keer tegen elkaar gespeeld.

## Wedstrijden
| № | Plaats   | Datum             | Competitie                       | Wedstrijd                        | Uitslag |
| - | -------- | ----------------- | -------------------------------- | -------------------------------- | ------- |
| 1 | Câmpina  | 11 oktober 1997   | WK 1999 kwalificatie             | Roemenië − Bosnië en Herzegovina | 4 − 0   |
| 2 | Sarajevo | 17 mei 1998       | WK 1999 kwalificatie             | Bosnië en Herzegovina − Roemenië | 1 − 8   |
| 3 | Câmpina  | 12 oktober 2003   | EK 2005 kwalificatie             | Roemenië − Bosnië en Herzegovina | 2 − 0   |
| 4 | onbekend | 19 september 2004 | EK 2005 kwalificatie             | Bosnië en Herzegovina − Roemenië | 0 − 0   |
| 5 | Buftea   | 23 september 2009 | WK 2011 kwalificatie             | Roemenië − Bosnië en Herzegovina | 4 − 0   |
| 6 | Sarajevo | 27 maart 2010     | WK 2011 kwalificatie             | Bosnië en Herzegovina − Roemenië | 0 − 5   |
| 7 | Zenica   | 21 februari 2025  | UEFA Women's Nations League 2025 | Bosnië en Herzegovina − Roemenië | 4 − 0   |
| 8 | Ovidiu   | 2 juni 2025       | UEFA Women's Nations League 2025 | Roemenië − Bosnië en Herzegovina | 2 − 0   |

## Samenvatting
| Competitie                  | Totaal gespeeld | Winst Bosnië en Herzegovina | Gelijk | Winst Roemenië | Doelsaldo Bosnië en Herzegovina – Roemenië |
| --------------------------- | --------------- | --------------------------- | ------ | -------------- | ------------------------------------------ |
| WK-kwalificatie             | 4               | 0                           | 0      | 4              | 1 − 21                                     |
| EK-kwalificatie             | 2               | 0                           | 1      | 1              | 0 − 2                                      |
| UEFA Women's Nations League | 2               | 1                           | 0      | 1              | 4 − 2                                      |
| Totaal                      | 8               | 1                           | 1      | 6              | 5 − 25                                     |